# Ilhéu Caroço
Ilhéu Caroço (« îlot bossu ») est l'une des plus petites îles de l'archipel qui constitue Sao Tomé-et-Principe, dans le golfe de Guinée. Il est situé à environ 3 km au sud-est de l'île de Principe.

## Géographie
D'une superficie de 30 hectares, cet îlot rocheux escarpé et boisé, inhabité, culmine à 305 m. Du fait de sa forme, il est également connu localement sous le nom de Boné do Jóquei (« casquette de jockey »).

## Environnement
Avec les autres îlots, Caroço fait partie de la réserve de biosphère de l'île de Principe, définie par l'UNESCO en 2012.
La faune est en effet particulièrement riche. On peut notamment y observer le Phaéton à bec jaune, (Phaeton lepturus), le Courlis corlieu (Numenius phaeopus) ou l'Aigrette à gorge blanche (Egretta gularis), mais l'oiseau emblématique de l'îlot est le Serin roux de Boné do Jóquei (Serinus rufobrunnea fradei), une sous-espèce du Serin roux de Principe (Crithagra rufobrunnea).

## Phare
L'îlot est surmonté d'un phare en activité, dont la date de construction n'est pas connue. C'est une tour carrée à bandes horizontales rouges et blanches.